# هانك مكدونالد
هانك مكدونالد (بالإنجليزية: Hank McDonald)‏ هو لاعب كرة قاعدة أمريكي، ولد في 16 يناير 1911 في سانتا مونيكا في الولايات المتحدة، وتوفي في 17 أكتوبر 1982 في هيميت في الولايات المتحدة.

## وصلات خارجية
- هانك مكدونالد على موقعبيزبول رفرنس.كوم (الدوري الرئيسي) (الإنجليزية)
- هانك مكدونالد على موقعبيزبول رفرنس.كوم (الدوري الثانوي) (الإنجليزية)